# Heidi Løke
Heidi Løke (Tønsberg, 12 dicembre 1982) è una pallamanista norvegese, pivot del Vipers Kristiansand e della nazionale norvegese.
Con la maglia della nazionale ha vinto l'oro olimpico ai Giochi di Londra 2012.

## Palmarès

### Club
- EHF Champions League: 4

Larvik: 2010-2011
Győri ETO: 2012-2013, 2013-2014, 2016-2017
- Campionato norvegese: 5

Larvik: 2001, 2002, 2009, 2010, 2011
- Coppa di Norvegia: 3

Larvik: 2009, 2010, 2011
- Campionato ungherese: 5

Győri ETO: 2011-2012, 2012-2013, 2013-2014, 2015-2016, 2016-2017
- Coppa d'Ungheria: 5

Győri ETO: 2011-2012, 2012-2013, 2013-2014, 2014-2015, 2015-2016

### Nazionale
- Oro olimpico: 1

Londra 2012
- Bronzo olimpico: 1

Rio de Janeiro 2016
- Campionato mondiale

 Oro: Brasile 2011
 Oro: Danimarca 2015
 Argento: Germania 2017
 Bronzo: Cina 2009
- Campionato europeo

 Oro: Macedonia 2008
 Oro: Danimarca-Norvegia 2010
 Oro: Croazia-Ungheria 2014
 Oro: Danimarca 2020
 Argento: Serbia 2012

### Individuale
- Miglior giocatrice dell'anno IHF: 1

2009
- Migliore pivot ai Giochi olimpici: 2

Londra 2012, Rio de Janeiro 2016
- Migliore pivot al campionato mondiale: 2

Brasile 2011, Danimarca 2015
- Migliore pivot al campionato europeo: 3

Danimarca-Norvegia 2010, Serbia 2012, Croazia-Ungheria 2014
- Migliore ala sinistra in EHF Champions League: 1

2016-2017
- Migliore giocatrice dell'anno nel campionato norvegese: 3

2009, 2010, 2011
- Migliore pivot dell'anno nel campionato norvegese: 3

2009, 2010, 2011
- Migliore marcatrice alla EHF Champions League: 1

2010-2011
- Migliore marcatrice nel campionato norvegese: 3

2009, 2010, 2011